# Stefan Kolditz
Stefan Kolditz (* 1956 in Kleinmachnow) ist ein deutscher Schriftsteller, Dramatiker und Drehbuchautor.

## Leben
Stefan Kolditz ist der Sohn des erfolgreichen DEFA-Filmregisseurs Gottfried Kolditz. Nach erfolgreichem Abitur leistete Kolditz  seinen Wehrdienst in den Grenztruppen der DDR ab. Im Jahr 1987 beendete er das Studium der Theaterwissenschaften an der Humboldt-Universität zu Berlin, wo Kolditz drei Jahre später auch (zum Thema Der deutsche Stummfilm von 1895 bis 1913. Untersuchung zur Veränderung von Wahrnehmensweisen) promoviert wurde. Hier wirkte er auch als Dozent ebenso wie an Filmhochschulen in Ludwigsburg, Hamburg und Berlin. Nebenbei arbeitete er auch als Dramaturg am Theater, wo er schon bald auch eigene Werke verfasste. Sein Erstlingswerk Eva – Hitlers Geliebte, welches 1996 mit Corinna Harfouch am Berliner Ensemble uraufgeführt wurde, konnte in Kritikerkreisen durchaus überzeugen.
Darüber hinaus verfasst er seit Mitte der 1980er Jahre Drehbücher für Film- und Fernsehproduktionen. Das Filmskript zu Michael Kanns Komödie Die Entfernung zwischen Dir und mir und ihr brachte ihm 1988 auf dem 5. Nationalen Spielfilmfestival der DDR den Drehbuchpreis ein. Auch stammen mehrere Episoden der Kriminalreihen Tatort und Polizeiruf 110 aus seiner Feder, bei denen er mit Fernsehproduzent Thomas Wilkening zusammenarbeitete. Große Beachtung fand die Fernsehproduktion An die Grenze (2007), in der Kolditz die eigenen Erfahrungen bei den Grenztruppen (unter anderem die Erschießung zweier Grenzer durch den NVA-Deserteur Werner Weinhold Ende 1975) verarbeitete. Zudem schrieb er für zwei im ZDF ausgestrahlte teamWorx-Mehrteiler das Drehbuch: Dresden (2006), über Alltag und Untergang der Elbestadt 1945, und Unsere Mütter, unsere Väter (2013). Für den Fernsehfilm Die Frau von früher (2013), der auf dem gleichnamigen Theaterstück von Roland Schimmelpfennig beruht, schrieb Kolditz zusammen mit Schimmelpfennig das Drehbuch.

## Filmografie (Auswahl)
- 1985: Atkins
- 1988: Die Entfernung zwischen dir und mir und ihr
- 1994: Burning Life
- 1994: Tatort: Der kalte Tod (TV-Reihe)
- 1995: Zwei Partner auf 6 Pfoten (TV-Serie, sechs Folgen)
- 1995: Tatort: Ein ehrenwertes Haus (TV-Reihe)
- 1997: Polizeiruf 110: Der Sohn der Kommissarin (TV-Reihe)
- 1998: Tatort: Fürstenschüler (TV-Reihe)
- 1999: Polizeiruf 110: Mörderkind (TV-Reihe)
- 1999: Die Mörderin
- 2000: Gripsholm
- 2001: Null Uhr 12
- 2001: Polizeiruf 110: Bei Klingelzeichen Mord (TV-Reihe)
- 2001: Polizeiruf 110: Angst (TV-Reihe)
- 2002: Polizeiruf 110: Wandas letzter Gang (TV-Reihe)
- 2003: Tatort: Außer Kontrolle (TV-Reihe)
- 2004: Ein einsames Haus am See (TV)
- 2005: Polizeiruf 110: Vergewaltigt (TV-Reihe)
- 2006: Dresden (TV)
- 2007: An die Grenze (TV)
- 2009: Schatten der Gerechtigkeit (TV)
- 2012: Polizeiruf 110: Schuld (TV-Reihe)
- 2013: Unsere Mütter, unsere Väter (TV-Mehrteiler, drei Teile)
- 2013: Die Frau von früher (TV)
- 2014: Unter anderen Umständen – Falsche Liebe
- 2014: Der letzte Kronzeuge – Flucht in die Alpen (Fernsehfilm)
- 2015: Tatort: Das Muli (TV-Reihe)
- 2015: Nackt unter Wölfen
- 2015: Tatort: Verbrannt (TV-Reihe)
- 2016: Paula
- 2016: Mutter reicht’s jetzt (TV)
- 2018: So viel Zeit
- 2020: Das Geheimnis des Totenwaldes (TV)
- 2020: Der Überfall (TV-Serie)
- 2023: Tatort: Nichts als die Wahrheit

## Auszeichnungen
- 2012: Deutscher Drehbuchpreis für Es war einmal